# NGC 2390
NGC 2390 este o galaxie situată în constelația Gemenii. A fost descoperită în 10 decembrie 1866 de către .